# Saïdou Touré
Saïdou Nourou Touré (9 februari 2007) is een Belgisch voetballer die onder contract ligt bij KRC Genk.

## Clubcarrière
Touré ondertekende op zijn zestiende verjaardag een contract tot medio 2025 bij KRC Genk, dat hem enkele jaren eerder had weggeplukt bij KAA Gent. In het seizoen 2022/23 viel hij als vijftienjarige tweemaal in in de UEFA Youth League: op 26 oktober 2022 in de terugwedstrijd van de tweede ronde tegen Coleraine FC, en op 8 februari 2023 in de 3tussenronde tegen Juventus FC.
Op 16 december 2023 maakte Touré zijn profdebuut in het shirt van Jong Genk, het beloftenelftal van Genk in Eerste klasse B: in de 2-1-nederlaag tegen SK Beveren liet trainer Jelle Coen hem in de 83e minuut invallen. 

## Clubstatistieken
| Seizoen         | Club            | Land            | Competitie      | Competitie | Competitie | Beker | Beker | Supercup | Supercup | Europees | Europees | Totaal | Totaal |
| Seizoen         | Club            | Land            | Competitie      | Wed.       | Dlp.       | Wed.  | Dlp.  | Wed.     | Dlp.     | Wed.     | Dlp.     | Wed.   | Dlp.   |
| --------------- | --------------- | --------------- | --------------- | ---------- | ---------- | ----- | ----- | -------- | -------- | -------- | -------- | ------ | ------ |
| 2023/24         | Jong Genk       | Vlag van België | Eerste klasse B | 4          | 0          | —     | —     | —        | —        | —        | —        | 4      | 0      |
| 2024/25         | Jong Genk       | Vlag van België | Eerste klasse B | 20         | 2          | —     | —     | —        | —        | —        | —        | 20     | 2      |
| Carrière totaal | Carrière totaal | Carrière totaal | Carrière totaal | 24         | 2          | 0     | 0     | 0        | 0        | 0        | 0        | 24     | 2      |

Bijgewerkt op 25 mei 2025.
15 Claes  ·
50 Youndje ·
51 Brughmans ·
52 Da Costa ·
54 Onstein ·
55 Yoshinaga · 
56 De Wannemacker ·
57 Murenzi ·
58 Wamu · 
59 Mirisola ·
60 Lazar ·
61 Van Ingelgom ·
62 Cauwel ·
63 Wasinski ·
65 Akpan ·
66 Bafdili ·
68 Rabhi ·
71 Stevens ·
72 Barry ·
73 Mbavu ·
74 Nuozzi ·
75 Caicedo ·
76 Driessen ·
78 Lukanic ·
79 Nzoko ·
80 Touré ·
81 Boets ·
82 Vliegen ·
84 Sarfo ·
86 Haroun · 
87 Yasuda ·
89 Kim ·
Coach: Van Rumst